# 올 엘리트 레슬링
올 엘리트 레슬링(All Elite Wrestling)은 2019년 1월 1일 창설한 미국 프로레슬링 단체이다. WWE 출신 코디 로즈를 비롯해 영 벅스, 애덤 페이지 등 디 엘리트 멤버들이 주축이 되어 단체 창설을 발표한다. 오너는 토니 칸이다.

## 창설
디 엘리트 멤버들이 사비를 들여 여러 인디단체 레슬러들 및 신일본 프로레슬링 소속 일부 슈퍼스타들을 결집시켜 올 인이라는 대회를 2018년 9월 개최하는데 초대박을 치면서 하나의 단체를 만들면 어떨까하는 생각을 가지게 되고, 칸 부자의 지원을 받아 2019년 1월 1일이 되자마자, 올 엘리트 레슬링 창설을 발표한다.
탑 티어급 레슬러들의 연봉은 WWE 탑 티어급 레슬러들과 비슷하다.
남성 레슬러 구성원들은 매우 탄탄하지만 여성 레슬러 구성원들이 매우 빈약하다는 문제점이 있다. 여성 레슬러들의 경우는 과반수가 일본 출신에 키 170cm를 넘는 레슬러가 5명 이하에 빅우먼 0명(키 185cm이상 또는 키 170cm이상이면서 동시에 몸무게 120kg 이상)인 상당히 부실한 상태이다.

## 로스터

### 남성 레슬러
- 나카자와 마이클
- 닉 웨인
- 다비 알린
- 대니얼 가르시아
- 더 건스
  - 콜튼 건
  - 오스틴 건
- 로더릭 스트롱
- 맥스웰 제이콥 프리드먼(MJF)
- 버디 매튜스
- 베스트 프렌즈
  - 척 테일러
  - 트렌트 베레타
- 브라이언 대니얼슨
- 브라이언 케이지
- 브랜든 커틀러
- 브로디 킹
- 빅 빌
- 빌리 건
- 새미 게바라
- 스워브 스트릭랜드
- 스팅
- 애덤 콜
- 애덤 페이지
- 야마무라 다케히로
- 어클레임드 
  - 맥스 캐스터
  - 앤서니 보웬스
- 에디 킹스턴
- 엘 린더맨
- 영 벅스
  - 매슈 잭슨 - 부사장 겸임
  - 니콜라스 잭슨 - 부사정 겸임
- 오렌지 캐시디
- 오카다 카즈치카
- 워드로우
- 윌 오스프레이
- 잭 페리
- 제이 와이트
- 제프 제럿
- 조이 자넬라
- 존 목슬리
- 지미 해벅
- 카일 오라일리
- 케니 오메가 - 부사장 겸임
- 코프
- 크리스 제리코
- 크리스천 케이지
- 킬스위치
- 킵 세이비엔
- 타케시타 코우노스케
- 폴 와이트
- CIMA
- FTR
  - 캐시 윌러
  - 댁스 하워드
- PAC
- 스콜피오 스카이
- 크리스토퍼 대니얼스
- T-HAWK
- 키스 리
- 파워하우스 홉스
- 프라이빗 파티
  - 아이재아 캐시디
  - 마크 퀜
- 허트 신디케이트
  - 보비 래슐리
  - 셸턴 벤저민
  - MVP
- 훅
- 휠러 유타
- 클라우디오 카스타뇰리

### 여성 레슬러
- 나일라 로즈 - 트랜스젠더
- 루비 소호
- 리호
- 마리나 샤피르
- 메간 베인
- 메르세데스 모네
- 브릿 베이커
- 사라야
- 사카자키 유카
- 시다 히카루
- 썬더 로사
- 아테나
- 윌로우 나이팅게일
- 제이미 헤이터
- 줄리아 하트
- 앨리
- 카밀
- 크리스 스탯랜더
- 타야 발키리
- 토니 스톰
- 페넬로페 포드

## 챔피언 현황
| 타이틀                   | 챔피언                                      | 획득한 날짜      | 획득한 장소                    | 전 챔피언                                 |
| ------------------------ | ------------------------------------------- | ---------------- | ------------------------------ | ----------------------------------------- |
| AEW 월드 챔피언          | 존 목슬리                                   | 2024년 10월 12일 | AEW 레슬드림                   | 브라이언 대니얼슨                         |
| AEW TNT 챔피언           | 대니얼 가르시아                             | 2024년 11월 23일 | AEW 풀 기어                    | 잭 페리                                   |
| AEW 월드 태그팀 챔피언   | 허트 신디케이트 (보비 래슐리 & 셸턴 벤저민) | 2025년 1월 22일  | AEW 다이나스티                 | 프라이빗 파티 (아이재아 캐시디 & 마크 퀜) |
| AEW 인터내셔널 챔피언    | 타케시타 코우노스케                         | 2024년 10월 12일 | AEW 레슬드림                   | 윌 오스프레이                             |
| AEW 콘티넨털 챔피언      | 오카다 카즈치카                             | 2024년 3월 20일  | AEW 다이나마이트               | 에디 킹스턴                               |
| AEW 월드 트리오스 챔피언 | PAC & 클라우디오 카스타뇰리 & 휠러 유타     | 2024년 8월 25일  | AEW 올 인                      | 크리스천 케이지 & 킬스위치 & 닉 웨인      |
| AEW 위민스 월드 챔피언   | 토니 스톰                                   | 2025년 2월 15일  | AEW 그랜드 슬램 오스트레일리아 | 머라이어 메이                             |
| AEW TBS 챔피언           | 메르세데스 모네                             | 2024년 5월 26일  | AEW 더블 오어 나싱             | 윌로우 나이팅게일                         |

## 4대 페이퍼 뷰
| 분기  | 이벤트명!      |
| ----- | -------------- |
| 1분기 | 레볼루션       |
| 2분기 | 더블 오어 나싱 |
| 3분기 | 올 아웃        |
| 4분기 | 풀 기어        |